# Майнхард от Бамберг
Майнхард от Бамберг (на немски: Meinhard; † 20 юни 1088, Вюрцбург) е немски клерик и гегенепископ на Вюрцбург от 1085 до 1088 г.

## Биография
Произлиза от майнфранкска фамилия. Учи в Шпайер и Реймс за клерик. Около 1058 г. епископ Гунтер го номинира за ръководител (Domscholaster) на катедралното училище в Бамберг. От него са запазени 66 (или 68) писма от ок. 1060 до 1075 г. до високопоставени личности и неговият теологичен трактат De fide (За вярата).
Майнхард е привърженик на императора. През лятото на 1075 г. той е в делегация от трима философи (regni philosophi) изпратена до Рим, която да направи опит да сближи папа Григорий VII и имперската църква. Император Хайнрих IV го номинира на 25 май 1085 г. за епископ на Вюрцбург, след като сваля привърженика на папата епископ Адалберо.

## Издания
- Briefe Meinhards von Bamberg Архив на оригинала от 2015-01-12 в Wayback Machine.. Carl Erdmann (†), Norbert Fickermann: Die Briefe der deutschen Kaiserzeit 5: Briefsammlungen der Zeit Heinrichs IV. Weimar 1950, S. 107 – 131, 173 – 178, 189 – 248 (Monumenta Germaniae Historica, Digitalisat)